# Hubert Drouais
Hubert Drouais, né le 5 mai 1699 à Pont-Audemer et mort le 9 février 1767 à Paris, est un peintre, portraitiste et miniaturiste français.

## Biographie
Fils d’Anne Talon et du peintre Jean Drouais, Hubert fut entrainé par son goût dans la même profession et reçut ses premières leçons de son père qu’il quitta pour étudier à Rouen puis à Paris. Lors de son voyage vers la capitale, il ne put payer son voyage qu’avec l’argent qu’il gagnait sur la route, tant il était pauvre.
Il s’adonna particulièrement au portrait, et fut le meilleur élève du portraitiste François de Troy, qui se rattache par son maître et par Rigaud à la grande tradition de Van Dyck. Il acquit bientôt une facilité qui le fit regarder comme un des premiers peintres en ce genre. À mesure qu’il faisait des progrès, il allait visiter sa patrie, comme pour lui faire l’hommage de ses premiers succès. L’approbation paternelle et les encouragements de ses compatriotes étaient sa plus douce récompense. Il excella dans le portrait en grand et dans ceux en miniature. Quoiqu’il brillât dans les différentes parties qui caractérisent le bon peintre, celle qui l’a fait le plus admirer est sa couleur fraiche et brillante.

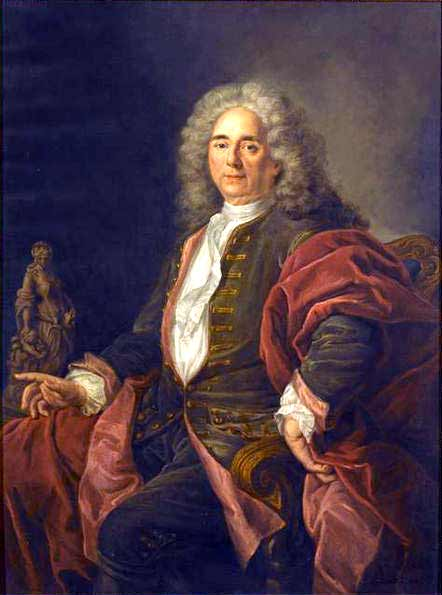
Hubert Drouais, Portrait du sculpteur Robert Le Lorrain, vers 1730, Paris, musée du Louvre.

À la mort de De Troy, il fut employé par Jean-Baptiste van Loo, Oudry et Nattier. Il a été un des portraitistes à la mode de la cour de Louis XV. Il a peint des princes et des princesses, mais aussi des actrices du Théâtre-Français et des filles d’Opéra : Mlle Gautier, Mlle Pélissier, la Gaussin, la Camargo. Par ailleurs, à la suite du mariage du Dauphin, fils de Louis XV avec Marie-Thérèse d'Espagne, qui a eu lieu au mois de décembre 1744, il a réalisé par ordre de M. le Contrôleur général, un portrait au pastel du Dauphin, lorsque celui-ci avait 15 ans, destiné au roi d'Espagne, Philippe V.
Il fut reçu à l’Académie de peinture le 29 novembre 1730. À sa mort, rue des Orties, ses funérailles furent célébrées à l’église Saint-Roch. Il eut deux enfants de Marguerite Lusurier qu’il avait épousée le 22 février 1727. Son fils François-Hubert, dont il fut le premier maitre, et son petit-fils Jean-Germain furent peintres comme lui et il eut dans sa vieillesse la satisfaction de partager les applaudissements que mérita son fils, qui devint membre de l’Académie de peinture.

## Œuvres
- Robert le Lorrain (1666-1743)
- Mademoiselle Marie Pelissier
- Joseph Christophe (1662-1748), portrait interprété en gravure par Louis Surugue
- Mademoiselle Gauthier, 1737
- Madame de France, 1741
- Monsieur le Vicomte de Courtenier, 1741
- Madame la Vicomtesse de Courtenier, 1741
- Madame Héry
- Madame Courgy
- Portrait de Monsieur le Dauphin, 1744
- Mademoiselle Gossin tenant un livre, 1746
- Mademoiselle Drouais, sa fille, tenant un chat, 1746
- Le Fils de l’auteur, 1746
- Monsieur Jacquemain tenant un crayon, 1746
- Mademoiselle ***, 1746
- Mademoiselle *** tenant des fleurs, 1746
- Demoiselle qui rit, 1746
- La Camargo
- Armand-Jérôme Bignon, portrait interprété en gravure par François Robert Ingouf
- Madame Bertier de Sauvigny[6]